# Буреш
Буре́ш (фр. Bouresches) — коммуна во Франции, находится в регионе Пикардия. Департамент коммуны — Эна. Входит в состав кантона Шато-Тьерри. Округ коммуны — Шато-Тьерри.
Код INSEE коммуны — 02105.

## Население
Население коммуны на 2010 год составляло 203 человека.
| 1962 | 1968 | 1975 | 1982 | 1990 | 1999 | 2010 |
| ---- | ---- | ---- | ---- | ---- | ---- | ---- |
| 210  | 205  | 172  | 180  | 166  | 183  | 203  |

## История
Коммуна Буреш была театром военных столкновений германо-американских войск в Первой мировой войне. Во время битвы у Браля в июне 1918 года коммуна Буреш была полностью разрушена.

## Экономика
В 2010 году среди 137 человек трудоспособного возраста (15—64 лет) 98 были экономически активными, 39 — неактивными (показатель активности — 71,5 %, в 1999 году было 70,1 %). Из 98 активных жителей работали 87 человек (46 мужчин и 41 женщина), безработных было 11 (6 мужчин и 5 женщин). Среди 39 неактивных 14 человек были учениками или студентами, 16 — пенсионерами, 9 были неактивными по другим причинам.